# Wojciech Radoszewski
Wojciech Józef Boxa Radoszewski herbu Oksza (ur. 1721, zm. 6 czerwca 1796) – biskup sufragan diecezji krakowskiej.
Mianowany został przez Michała Poniatowskiego administratora diecezji krakowskiej w okresie choroby biskupa Kajetana Sołtyka biskupem sufraganem odpowiedzianym za część sandomierską, dla niego erygowano sufraganię sandomierską. Sakrę biskupią przyjął 26 sierpnia 1787. Ukończył budowę kościoła parafialnego w Klimontowie oraz konsekrował kościół w Chmielniku.
Odznaczony Orderem Świętego Stanisława w 1791 roku.
Pochowany w kolegiacie św. Józefa Oblubieńca w Klimontowie. 